# Black Oak
Black Oak est une ville du comté de Craighead, dans l'Arkansas. Elle comptait 286 habitants au moment du recensement de 2000.
Les membres du groupe de rock sudiste Black Oak Arkansas sont originaires de Black Oak, ils ont choisi de reprendre le nom de la ville pour leur formation.
Le roman de John Grisham La Dernière Récolte (2001) se déroule à Black Oak.

## Démographie
| 1930 | 1940 | 1950 | 1960 | 1970 | 1980 |
| ---- | ---- | ---- | ---- | ---- | ---- |
| 302  | 329  | 261  | 220  | 272  | 309  |

| 1990 | 2000 | 2010 | - | - | - |
| ---- | ---- | ---- | - | - | - |
| 277  | 286  | 262  | - | - | - |